# Cratere Poisson
Poisson è un cratere lunare di 41,4 km situato nella parte sud-orientale della faccia visibile della Luna.

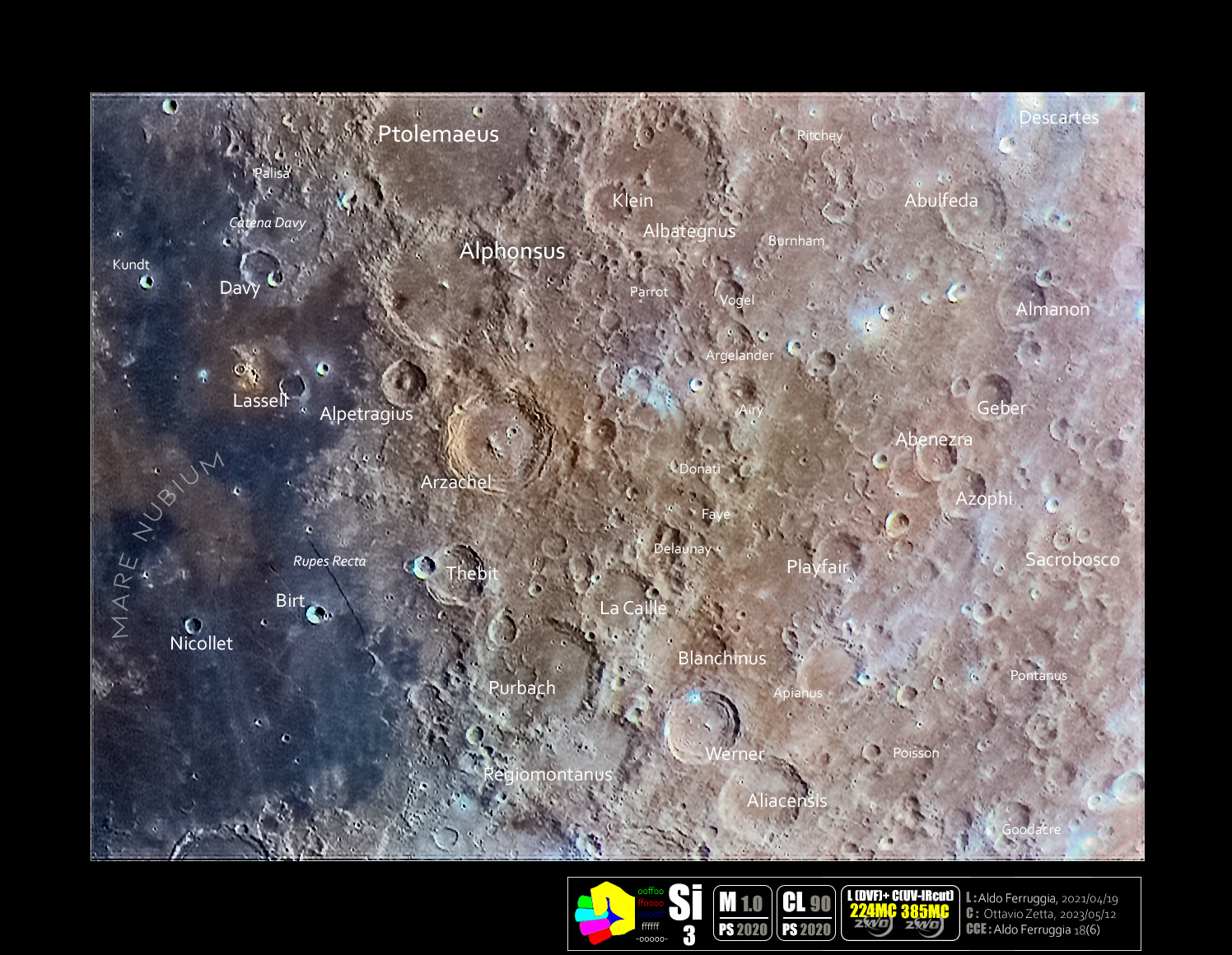
Il cratere(in basso a destra) con le strutture vicine in una Immagine Selenocromatica(Si)